# Thập niên 20 TCN
Thập niên 20 TCN hay thập kỷ 20 TCN chỉ đến những năm từ 20 TCN đến 29 TCN.